# 梧桐街道 (永州市)
梧桐街道，是中华人民共和国湖南省永州市冷水滩区下辖的一个乡镇级行政单位。

## 行政区划
梧桐街道下辖以下地区：
紫荆路社区、白竹路社区、珊瑚路社区和梧桐路社区。